# Festuca longifolia
Festuca longifolia là một loài thực vật có hoa trong họ Hòa thảo. Loài này được Thuill. mô tả khoa học đầu tiên năm 1799.

## Hình ảnh

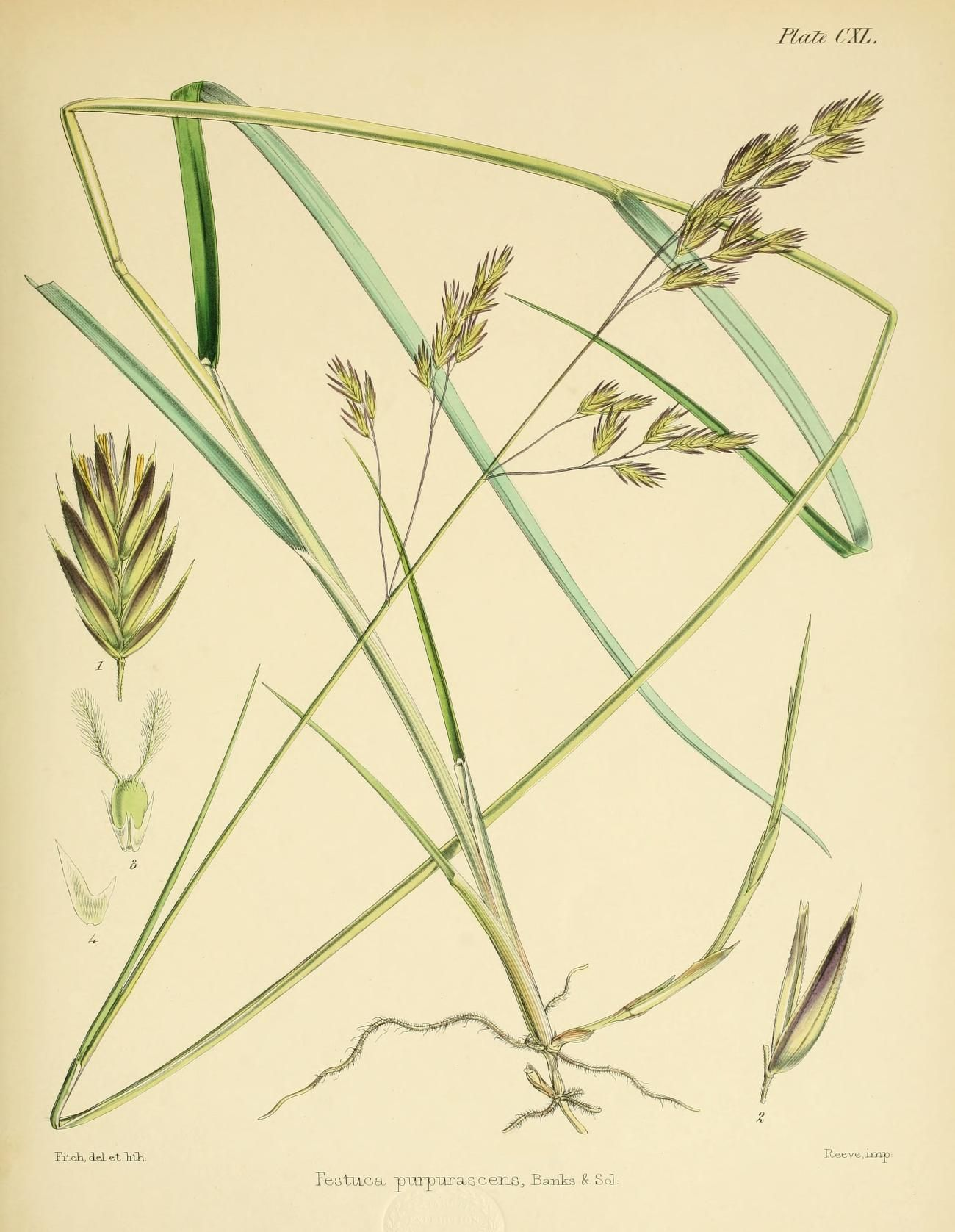
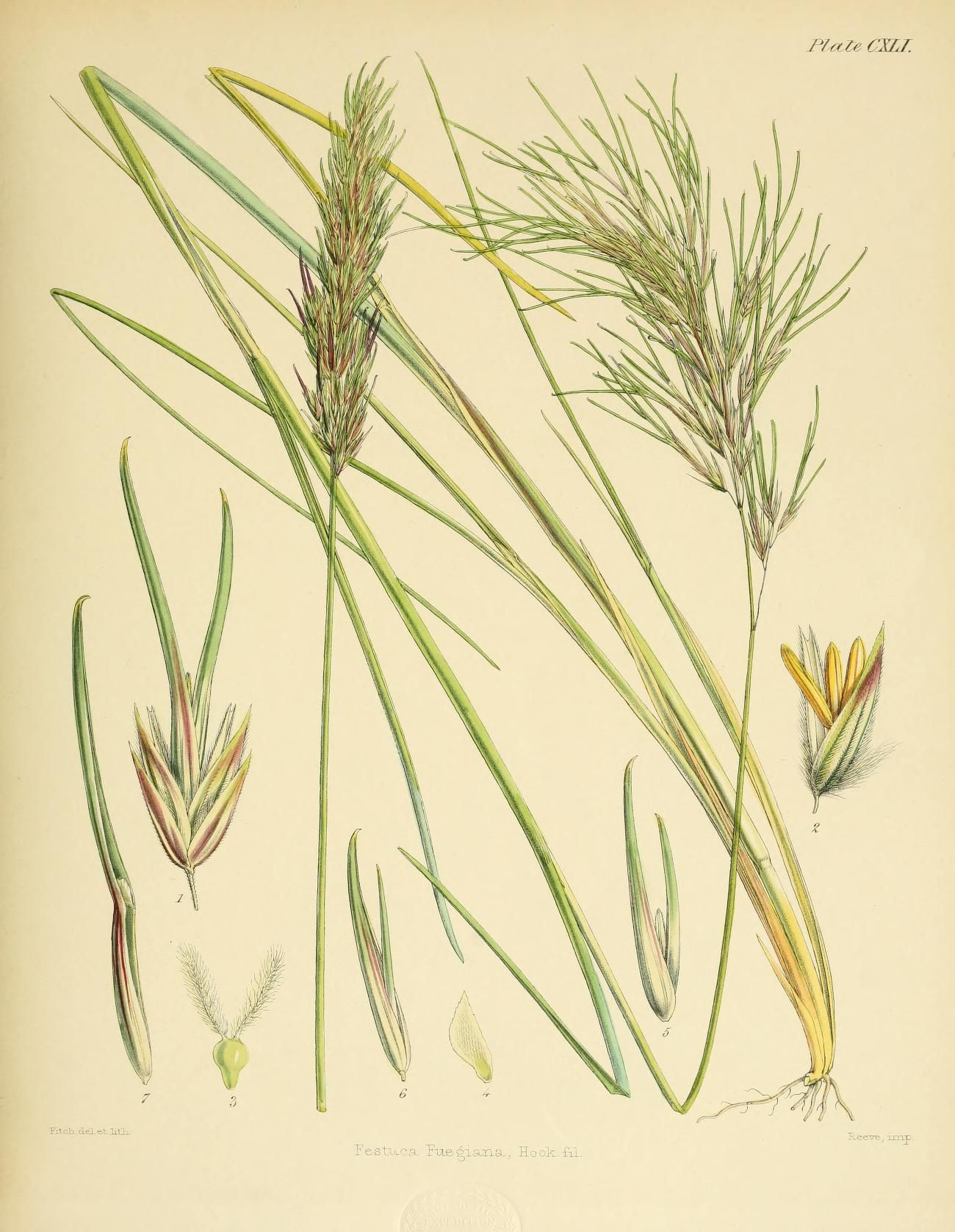
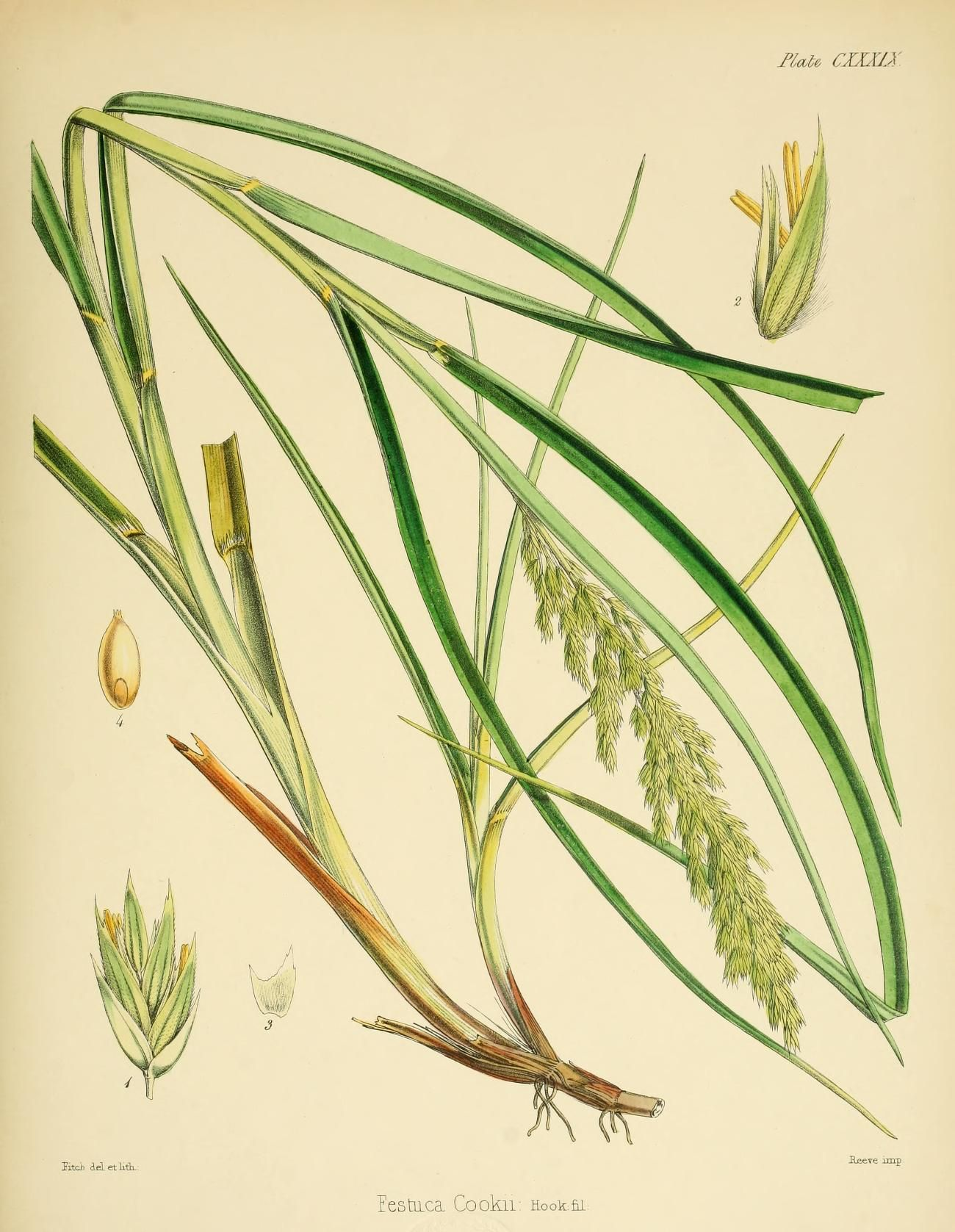